# Cristian Villagra
Cristian Carlos Villagra (Morteros, Córdoba, Argentina; 27 de diciembre de 1985) es un exfutbolista argentino que jugaba como enganche y lateral. Su último club fue 9 de Julio de Morteros del Torneo Regional Amateur. 
Es hermano del también futbolista Rodrigo Villagra.

## Trayectoria
Comenzó su carrera en Club San Jorge de la ciudad de Morteros jugando en divisiones inferiores. Luego pasó al Asociación Deportiva 9 de Julio de Morteros. Participó también en el Torneo Argentino "B". Luego fue traspasado a Rosario Central, donde ya estaba su hermano Diego Villagra.

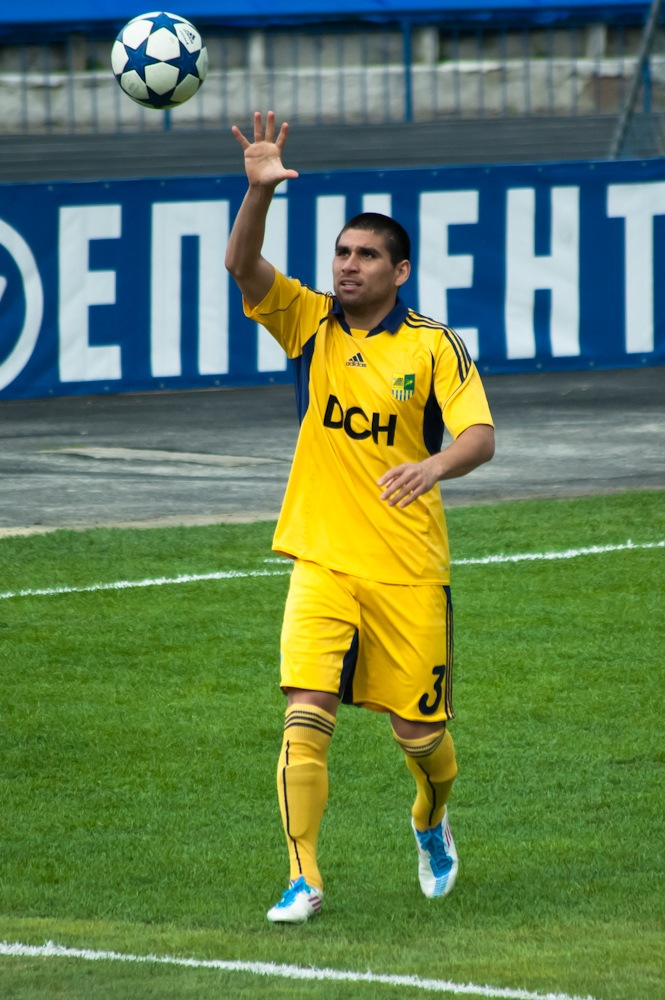
En un partido en 2011

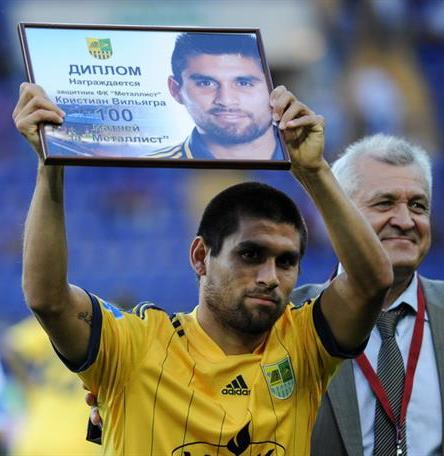
Villagra con la placa de cien partidos jugados con el Metalist

Comenzó su carrera profesional en Rosario Central en el año 2006 jugando el Torneo Clausura y la Copa Libertadores de ese año con el club rosarino. Para el Torneo Clausura 2007 fue vendido a River Plate junto a sus compañeros de equipo Marco Ruben y Juan Ojeda.
En el año 2010 es transferido al Metalist en parte de pago por los futbolistas Walter Acevedo y Jonatan Maidana.
El 31 de enero del 2015 vuelve a Rosario Central. Debido a sus constantes lesiones con los canallas, no puede asentarse en el equipo
En mediados del 2017 ficha por Atlético Tucumán, donde jugó la Libertadores 2018.

## Selección nacional
Fue convocado tres veces para jugar con la selección argentina, pero solo disputó un partido.
Su primera convocatoria a la Selección Argentina fue con Diego Maradona como seleccionador, el 11 de noviembre de 2008, para un amistoso ante Escocia. Fue unos de los tres convocados del fútbol local para dicho amistoso, junto a Daniel Montenegro (Independiente) y Emiliano Papa (Vélez Sarsfield), pero el único que jugó fue este último. Más tarde sería citado para jugar en 2009 contra Ghana. 
En 2010 fue convocado por segunda vez y jugó los 90 minutos en un partido amistoso ante Haití.

## Retiro momentáneo
El 17 de febrero de 2018 se confirma que Kity dejará el fútbol por un tiempo momentáneo, debido a la donación de médula ósea a su hermano, quien padecía leucemia.

## Retiro del fútbol
El 10 de junio se anuncia que Villagra dejará de jugar al fútbol, para estar cerca de sus familiares en Rosario. 5 días después, la cuenta oficial en Twitter de Atlético Tucumán confirma el fallecimiento de su hermano, Gonzalo.

## Vuelta
El 31 de marzo de 2019, tras un año, Kity vuelve a jugar al fútbol en 9 de Julio de Morteros de la Liga Regional de San Francisco.

## Clubes
| Club                   | País      | Año         |
| ---------------------- | --------- | ----------- |
| Rosario Central        | Argentina | 2006 - 2007 |
| River Plate            | Argentina | 2007 - 2010 |
| Metalist               | Ucrania   | 2010 - 2015 |
| Rosario Central        | Argentina | 2015 - 2017 |
| Atlético Tucumán       | Argentina | 2017 - 2018 |
| 9 de Julio de Morteros | Argentina | 2019 - 2021 |

### Estadísticas
- Actualizado hasta el 12 de febrero de 2018.

| Club                       | Div.          | Temporada     | Liga     | Liga  | Copas nacionales(1) | Copas nacionales(1) | Torneos internacionales(2) | Torneos internacionales(2) | Total    | Total | Media goleadora(3) |
| Club                       | Div.          | Temporada     | Partidos | Goles | Partidos            | Goles               | Partidos                   | Goles                      | Partidos | Goles | Media goleadora(3) |
| -------------------------- | ------------- | ------------- | -------- | ----- | ------------------- | ------------------- | -------------------------- | -------------------------- | -------- | ----- | ------------------ |
| Rosario Central Argentina  |               |               |          |       |                     |                     |                            |                            |          |       |                    |
| 1.ª                        | 2005-06       | 14            | 1        |       |                     | 5                   | 1                          | 19                         | 2        | 0.05  |                    |
| 1.ª                        | 2006-07       | 17            | 0        |       |                     |                     |                            | 17                         | 0        | 0.00  |                    |
| Total                      | Total         | 31            | 1        |       |                     | 5                   | 1                          | 36                         | 2        | 0.05  |                    |
| River Plate Argentina      |               |               |          |       |                     |                     |                            |                            |          |       |                    |
| 1.ª                        | 2006-07       | 9             | 0        |       |                     | 4                   | 0                          | 13                         | 0        | 0.00  |                    |
| 1.ª                        | 2007-08       | 25            | 1        |       |                     | 10                  | 0                          | 35                         | 1        | 0.03  |                    |
| 1.ª                        | 2008-09       | 31            | 2        |       |                     | 8                   | 0                          | 39                         | 2        | 0.05  |                    |
| 1.ª                        | 2009-10       | 20            | 0        |       |                     | 1                   | 0                          | 21                         | 0        | 0.00  |                    |
| Total                      | Total         | 85            | 3        | 0     | 0                   | 23                  | 0                          | 108                        | 3        | 0.03  |                    |
| Metalist · Ucrania         |               |               |          |       |                     |                     |                            |                            |          |       |                    |
| 1.ª                        | 2010-11       | 23            | 1        |       |                     | 8                   | 0                          | 31                         | 1        | 0.03  |                    |
| 1.ª                        | 2011-12       | 23            | 1        |       |                     | 14                  | 1                          | 37                         | 2        | 0.05  |                    |
| 1.ª                        | 2012-13       | 24            | 1        |       |                     | 8                   | 0                          | 32                         | 1        | 0.03  |                    |
| 1.ª                        | 2013-14       | 19            | 1        | 3     | 0                   | 2                   | 0                          | 24                         | 1        | 0.00  |                    |
| 1.ª                        | 2014-15       | 12            | 1        | 1     | 0                   | 7                   | 0                          | 20                         | 1        | 0.05  |                    |
| Total                      | Total         | 101           | 4        | 4     | 0                   | 39                  | 1                          | 144                        | 5        | 0.03  |                    |
| Rosario Central Argentina  |               |               |          |       |                     |                     |                            |                            |          |       |                    |
| 1.ª                        |               |               |          |       |                     |                     |                            |                            |          |       |                    |
| 2015                       | 22            | 1             | 4        | 0     |                     |                     | 26                         | 1                          | 0.03     |       |                    |
| 2016                       | 10            | 0             |          |       | 1                   | 0                   | 11                         | 0                          | 0.00     |       |                    |
| 2016-17                    | 17            | 0             | 0        | 0     |                     |                     | 17                         | 0                          | 0.00     |       |                    |
| Total                      | Total         | 49            | 1        | 9     | 0                   | 1                   | 0                          | 54                         | 1        | 0.01  |                    |
| Atlético Tucumán Argentina |               |               |          |       |                     |                     |                            |                            |          |       |                    |
| 1.ª                        | 2017-18       | 16            | 0        | 4     | 0                   | 4                   | 0                          | 20                         | 0        | 0.00  |                    |
| Total                      | Total         | 11            | 0        |       | 0                   | 0                   | 0                          | 20                         | 0        | 0.00  |                    |
| Total carrera              | Total carrera | Total carrera | 277      | 9     | 17                  | 0                   | 72                         | 2                          | 370      | 12    | 0.03               |

## Títulos

### Campeonatos nacionales
| Título           | Club        | País      | Año    |
| ---------------- | ----------- | --------- | ------ |
| Primera División | River Plate | Argentina | C-2008 |